# Fosen Trafikklag
Fosen Trafikklag är en transportkoncern med huvudsäte i Trondheim. Sällskapet har flera dotterbolag; Bastø Fosen, Fosen Verkstedservice, Berg-Hansen Reisebureau AS, Fjordveien AS, Trønderbilene AS, Bilruta-Åsen AS, Østerdal Billag AS, Gauldal Billag samt Norgebuss AS. Fosen Trafikklag driver tillsammans med Møre og Romsdal Fylkesbåtar delrederiet Kystekspress.
Fosen Trafikklag hade 2004 totalt 2 151 anställda och omsatte 988 miljoner NOK. Sällskapet ägs av Torghatten ASA.